# Gerard van Straaten
Gerard van Straaten (Den Haag, 17 april 1924 – Empe, 6 april 2011) was een Nederlands illustrator, stripauteur en –tekenaar, en kunstschilder, bekend van de illustraties van De Kameleon-jeugdboeken. Zijn neef, Harmen van Straaten, zou later de nieuwe Junior-reeks van De Kameleon illustreren.

## Levensloop
Gerard van Straaten werd geboren als zoon van de architect ir Gerardus Lambertus (Gerard) van Straaten (1896-1978) en Cornelia (Corrie) Adriana de Kanter (1897-1985). Een van zijn jongere broers, Peter van Straaten, zou later bekend worden als striptekenaar en cartoonist (Vader & Zoon).
Zelf was Gerard aanvankelijk nauwelijks geïnteresseerd in de kunst. Hoewel zijn vader hem het tekenambacht bijbracht, droomde Gerard van een carrière op zee. Ondanks dat hij nooit zeeman zou worden is hij altijd gefascineerd gebleven door het water. Zo bracht hij veel van zijn vakanties door in Giethoorn waar hij zeilde met een zeilkano.
Op de HBS herontdekte hij het tekenen, dat al snel zijn beste vak werd. In 1942 verruilde hij dan ook de HBS voor de Middelbare School voor Kunst en Kunstnijverheid in Arnhem. In 1944 sloot de school als gevolg van de bezetting. Pas ver na de bevrijding, in 1947, kon Gerard van Straaten zijn studie afmaken.
Hij ging daarna voor een reclamebureau werken, maar vertrok al na een jaar naar de Toonder Studio’s. Daar tekende hij diverse strips. Zijn eerste strip Rex Rijvers verscheen in 1948 in het Vrije Volk. Hij tekende ook de strips Pedro de Cania en Marco Polo voor het weekblad Tom Poes. Onder het pseudoniem Sidoan zou Van Straaten tot 1967 strips maken en verhalen illustreren voor bladen als Pep.
Van Straaten overleed in 2011 op 86-jarige leeftijd in het Gelderse Empe.

## Werkzaamheden
In 1953 maakte hij de illustraties en omslag voor het boek Patava de holenjongen van Cees Wilkeshuis. Het werd het begin van een langdurige samenwerking met de uitgeverij Kluitman, waar hij tot begin jaren negentig actief bleef.
Van Straaten verkreeg landelijke bekendheid door zijn illustraties van de beroemde De Kameleon-serie van H. de Roos. Ook was hij illustrator voor veel andere boeken die werden uitgegeven door uitgeverij Kluitman, waaronder Commissaris Achterberg, Inspecteur Arglistig en De Discus.
Onder het pseudoniem Sidoan tekende hij korte stripverhalen in diverse weekbladen.
- Digitale Bibliotheek voor de Nederlandse Letteren: stra101
- Gemeinsame Normdatei: 1109926677
- International Standard Name Identifier: 0000 0003 6888 9806
- Library of Congress Control Number: n81026064
- Nationale Bibliotheek van Tsjechië: xx0306734
- Nederlandse Thesaurus van Auteursnamen: 068862334
- RKD-Nederlands Instituut voor Kunstgeschiedenis: 75589
- Système universitaire de documentation: 193374706
- Virtual International Authority File: 66145067037066631047
- WorldCat: E39PBJd3JXDkpQQY4jqHG9jcT3